# كلير فولي
كلير فولي (بالإنجليزية: Clare Foley)‏ هي ممثلة أمريكية، ولدت في 24 سبتمبر 2001 بكاليفورنيا في الولايات المتحدة.

## أعمال

### أفلام
- (2013) بنات جيدات جدا
- (2014) كل شيء خفي
- (2015) الأعسر
- (2015) الضحية 2[4][5]
- (2015) عشيقة أمريكا

### مسلسلات
- غوثام[6]

## وصلات خارجية
- كلير فولي على موقع IMDb (الإنجليزية)
- كلير فولي على موقع ميتاكريتيك (الإنجليزية)
- كلير فولي على موقع روتن توميتوز (الإنجليزية)
- كلير فولي على موقع ألو سيني (الفرنسية)
- كلير فولي على موقع أول موفي (الإنجليزية)
- كلير فولي على موقع قاعدة بيانات الأفلام السويدية (السويدية)
- كلير فولي على موقع قاعدة بيانات الفيلم (الإنجليزية)
- كلير فولي على موقع كينوبويسك (الروسية)